# بيل جنكينز (عالم وبائيات)
بيل جنكينز (بالإنجليزية: Bill Jenkins)‏ هو مشهور بعلم الأوبئة في حكومة الولايات المتحدة الذي حاول في عام 1969 أن يلفت انتباه الجمهور إلى تجربة توسكيجي للزهري. أمضى بقية حياته المهنية في مكافحة العنصرية في نظام الرعاية الصحية في الولايات المتحدة، والعمل في مراكز السيطرة والوقاية على الأمراض خلال الأيام الأولى لأزمة الإيدز، والإشراف على برنامج الفوائد الحكومية للناجين من تجارب توسكيجي.
تدرب جنكينز كعالم رياضيات في كلية مورهاوس السوداء تاريخياً ثُمّ في الإحصاء الحيوي في جامعة جورجتاون. وكان واحدًا من أول كادر من الأميركيين الأفارقة الذين تم تجنيدهم في هيئة خدمات الصحة العامة في الولايات المتحدة في الستينات. وفي عام 1980 التحق بشعبة الأمراض المنقولة جنسياً في مركز السيطرة على الأمراض، حيث كان أخصائيًا في علم الأوبئة الإشرافية و مدير برنامج توسكيجي الصحية الربحية.
درّس في وقت لاحق في قسم علم الأوبئة في جامعة نورث كارولينا في تشابل هيل، وفي كلية مورهاوس في أتلانتا جورجيا وشَغَل منصب المدير المشارك لبرنامج صحة الأقلية يو ان سي.